# Церковь Косьмы и Дамиана на Яруновой горе
Церковь Косьмы и Дамиана на Яруновой горе, или Козьмодемьянская церковь — приходской храм Владимирской епархии Русской православной церкви, расположенный в Суздале на левом берегу реки Каменки. Построен в 1725 году.

## История
Церковь стоит на известной ещё в XVII веке Яруновой горе — небольшом холме на берегу Каменки. Как следует из местных преданий, свое название горка получила от стоявшего на ней капища языческого бога Яруна, или Ярилы.
Считается, что на этом пригорке епископ Ростовский и Суздальский Иоанн II конце XII века основал монастырь Космы и Дамиана. Когда упразднен монастырь — неизвестно. В описи Суздаля 1617 года Космодамианская церковь значится приходскою, деревянною да трапезою церковь святых Жен Мироносиц, строение приходных людей.
В 1725 году усердием прихожан деревянная церковь была разобрана, а на её месте построена каменная с колокольней и оградою.
29 декабря 2010 года храм посетил архиепископ Владимирский и Суздальский Евлогий (Смирнов). В этот день был воздвигнут крест на храм и преподано архиерейское благословение на совершение богослужения в приделе девяти Кизических мучеников этого храма.

## Архитектура

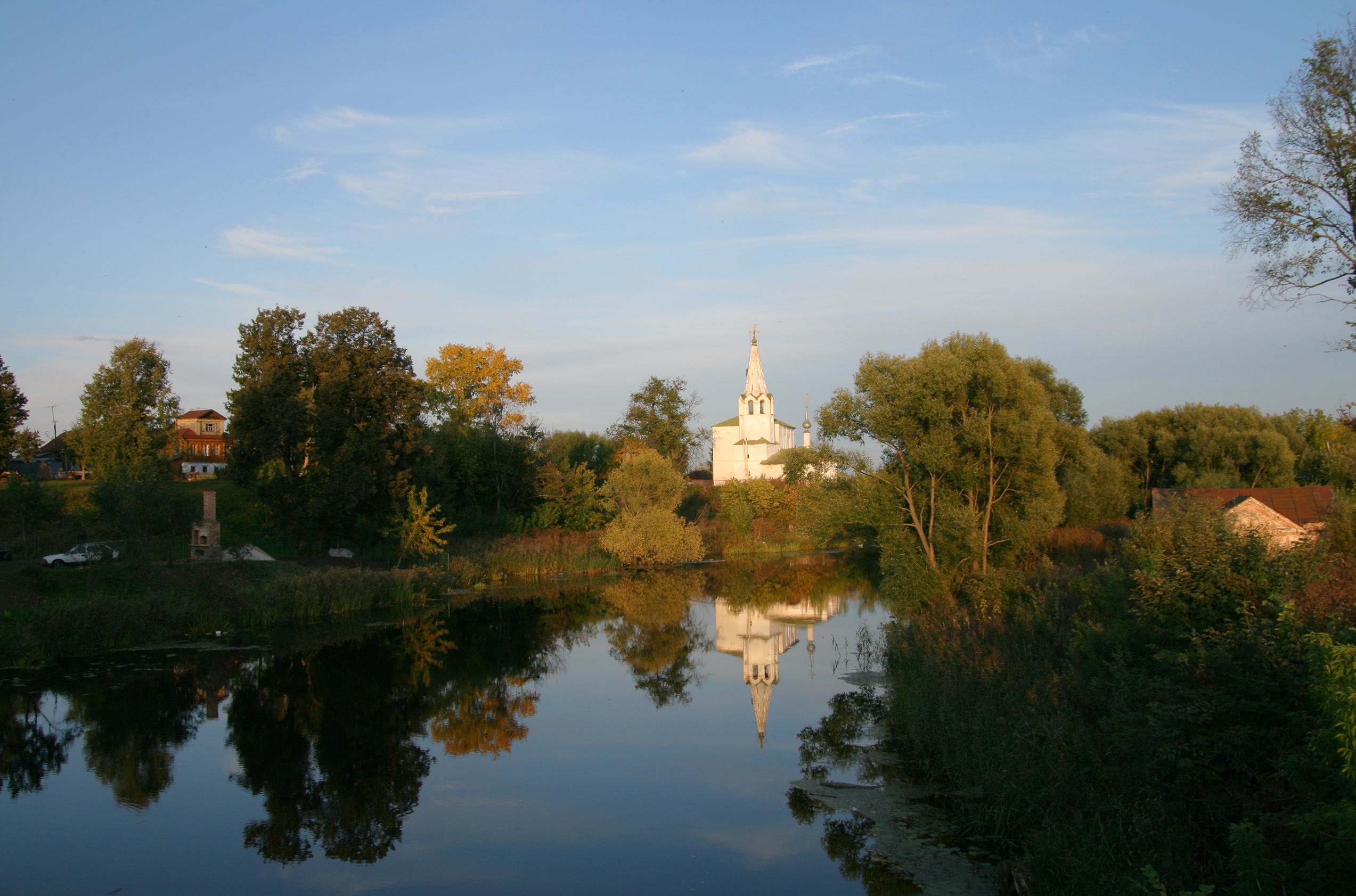
Козьмодемьянская церковь на берегу Каменки

Этот живописно расположенный храм отличается асимметрией композиции. К основному кубическому объёму с запада пристроена колокольня в виде восьмерика на четверике, увенчанная слегка вогнутым шатром-«дудкой» с наличниками над окнами-слухами и маленькой луковичной главкой. Основной объём церкви практически лишён декора и завершается луковичной главкой на высоком барабане. Одноэтажный, прямоугольный в плане, одноглавый придел устроен по типу зимних суздальских церквей. До революции храм был обнесён невысокой каменной оградой с лестницей, спускавшейся к реке.